# جبل ثغات
جبل ثغات هو جبل يطل على مدينة فاس من جهة الغرب، وتم ذكره في كتاب «زهرة الآس في بيوتات أهل فاس» تحت اسم جبل اللويزات حيث يقول الكاتب: شيدت فاس في واد قد التفت أشجاره، وانسابت أنهاره، وتفجرت عيونه، بين جبلين صغيرين: «زالغ» و«اللويزات»، أو هضبتين شامختين: «قبيبات بني مرين» و«المصلى».

## وصف ليون الإفريقي لجبل ثغات
ورد ذكر جبل ثغات في كتاب (وصف افريقيا) للرحالة الحسن الوزان الشهير باسم (ليون الافريقي)كالآتي: يقع جبل تغات على بعد نحو 7 أميال غربي فاس، وينطق به عادة تغات وهو جبل شاهق لكنه قليل العرض، يمتد شرقا إلى نهر أبي نصر الصغير، أي على مسافة 5 أميال. والجانب المطل على فاس كله مغروس بالكروم، وكذلك القمة، والجانب المقابل للسيخ كله أراض محروثة بالقمح.
توجد في قمة الجبل عدة كهوف وسراديب يعتبرها الباحثون عن الكنوز أماكن سرية أخفى فيها الرومان عند جلائهم عن هذه الناحية، كما يقال، أشياءهم النفيسة. وفي فصل الشتاء عندما لا يشتغل أحد بالكروم، فإن هؤلاء البلهاء المدفوعين بفضولهم ينهكون أنفسهم بالحفر وتكليف آخرين بحفر الأرض الصلبة الصخرية، ومع ذلك يؤكدون أنه لم يعثر فيها أحد على شيء. وثمار هذا الجبل سيئة المظهر بقدر ما لعنبها من منظر منفر. وتنضج هذه الثمار والأعناب مبكرة قبل المناطق الأخرى.